# 파메스턴 노스 매리스트 FC
파메스턴 노스 매리스트 FC(Palmerston North Marist Football Club)는 케피털 풋볼 W-리그(여자)와 센트럴 페더레이션 리그(남자)에서 뛰는 뉴질랜드 파메스턴 노스에 있는 아마추어 축구단이다. 
1988년에 결성된 이 구단은 축구, 크리켓, 테니스, 하키, 네트볼, 럭비 유니온, 스쿼시 등을 유영하는 스포츠 단체인 파메스턴 노스 매리스트 스포츠 클럽의 일부이다.
2005년 채텀 컵에서 결승에 준우승에 진출하여 해당 대회에서의 구단 최고 기록을 세웠다.